# Донецко възвишение
Донецкото възвишение (на руски: Донецкий кряж) е обширно възвишение в южната част на Източноевропейската равнина, на територията на Украйна (Луганска, Донецка и Харковска области) и Русия (Ростовска област).
Простира се от северозапад на югоизток покрай десния бряг на река Северски Донец (десен приток на Дон) на протежение около 370 km. Ширина от 50 km на югоизток до 120 km на северозапад. На север и североизток със стръмни отстъпи (до 150 – 200 m) се спуска към долината на река Северски Донец. На юг и югозапад склоновете му са полегати и постепенно потъват в Причерноморската низина.
Изградено е основно от дебело наслоени каменовъглени пясъчници, варовици и шисти, с които са свързани големите находища на каменни въглища. Най-висока точка е връх Могила Мечетная 367 m (48°15′48″ с. ш. 38°52′52″ и. д. / 48.263333° с. ш. 38.881111° и. д.), в централната му част, южно от град Петровское, Луганска област. За релефа му са характерни съчетанията от вълнисти междуречия и дълбоко врязани (до 100 – 150 m) речни долини. На места повърхността на междуречията е усложнена от остатъчни куполи: „могили“ (Саур Могила), хълмове (Наголни кряж) и гриви. Силно са развити карстовитте форми и овражната ерозия. Освен големите находища на въглища в Донецкия кряж има находища на полиметални руди, строителни материали и химически суровини.
Климатът е умереноконтинентален. Средна януарска температура от –6 °C до –8 °C, средна юлска – 21-22 °C. Годишна сума на валежите 400 – 550 mm. От възвишението водят началото си множество малки и къси десни притоци на река Северски Донец, река Самара (ляв приток на Днепър) с левия си протк Волча и реките Калмиус, Миус и др., вливащи се директно в Азовско море.
В почвената покривка преобладават излужените и оподзолените черноземни почви, на по-високите участъци – тъмносиви горски почви, а по долините на реките – ливадни черноземи. Обработваемите земи са заети от зърнени култури (пшеница, царевица), зеленчукови и овощни градини. На места са се съхранили малки гори от дъб, ясен и клен, а широко разпространение има степната растителност.